# Wave Hill
Wave Hill es una finca de 11 hectáreas que alberga jardines públicos y un centro cultural, en la ciudad de Nueva York (Estados Unidos).
Está situado en las laderas dominando sobre el río Hudson y las New Jersey Pallisades, dentro del barrio rico de Nueva York, Riverdale, que es parte del Bronx. Más específicamente, se encuentra situado en la subsección de Riverdale conocida como  Hudson Hill.

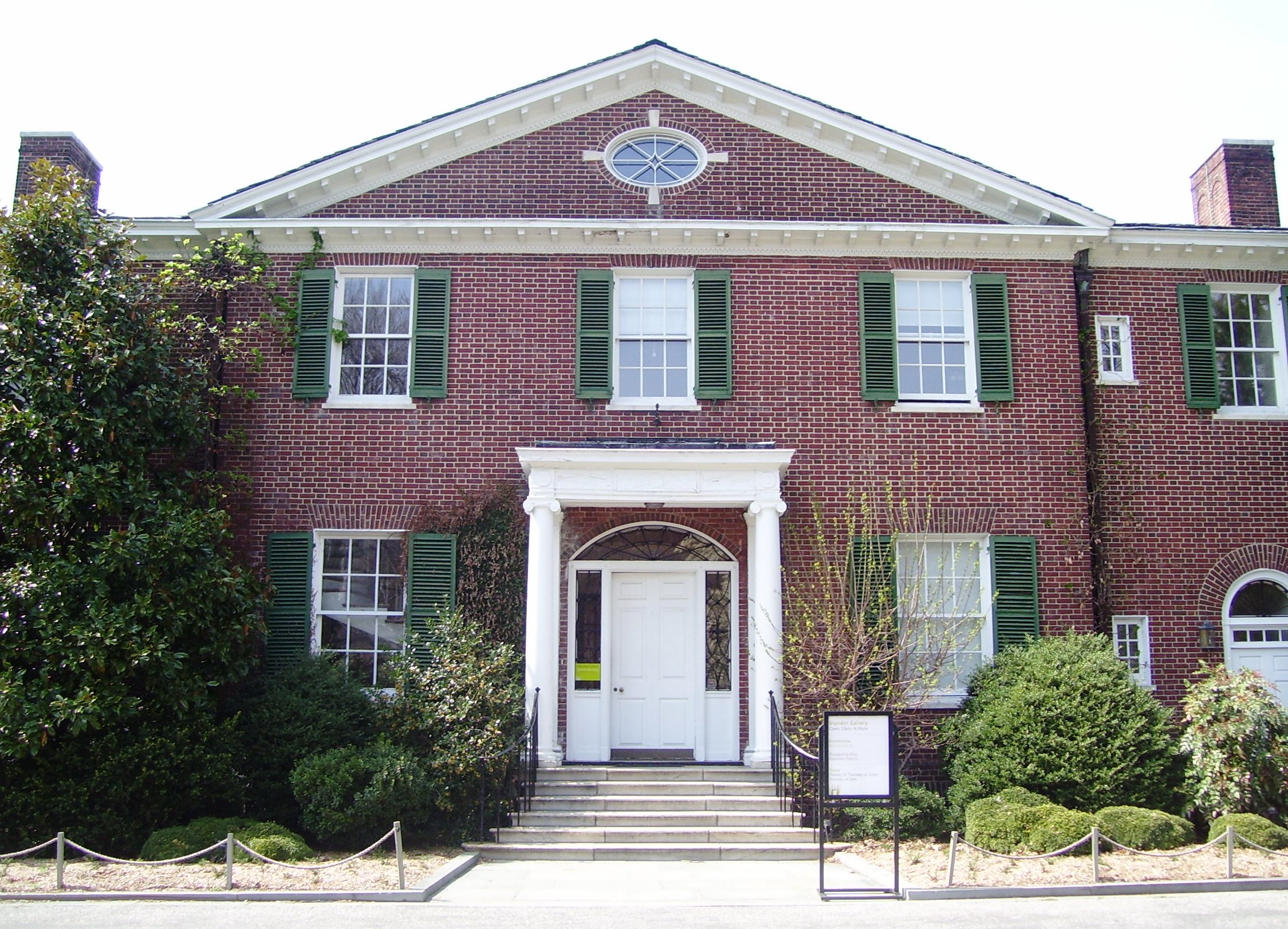
"Glyndor", uno de los edificios de Wave Hill, alberga la "Glyndor Gallery".

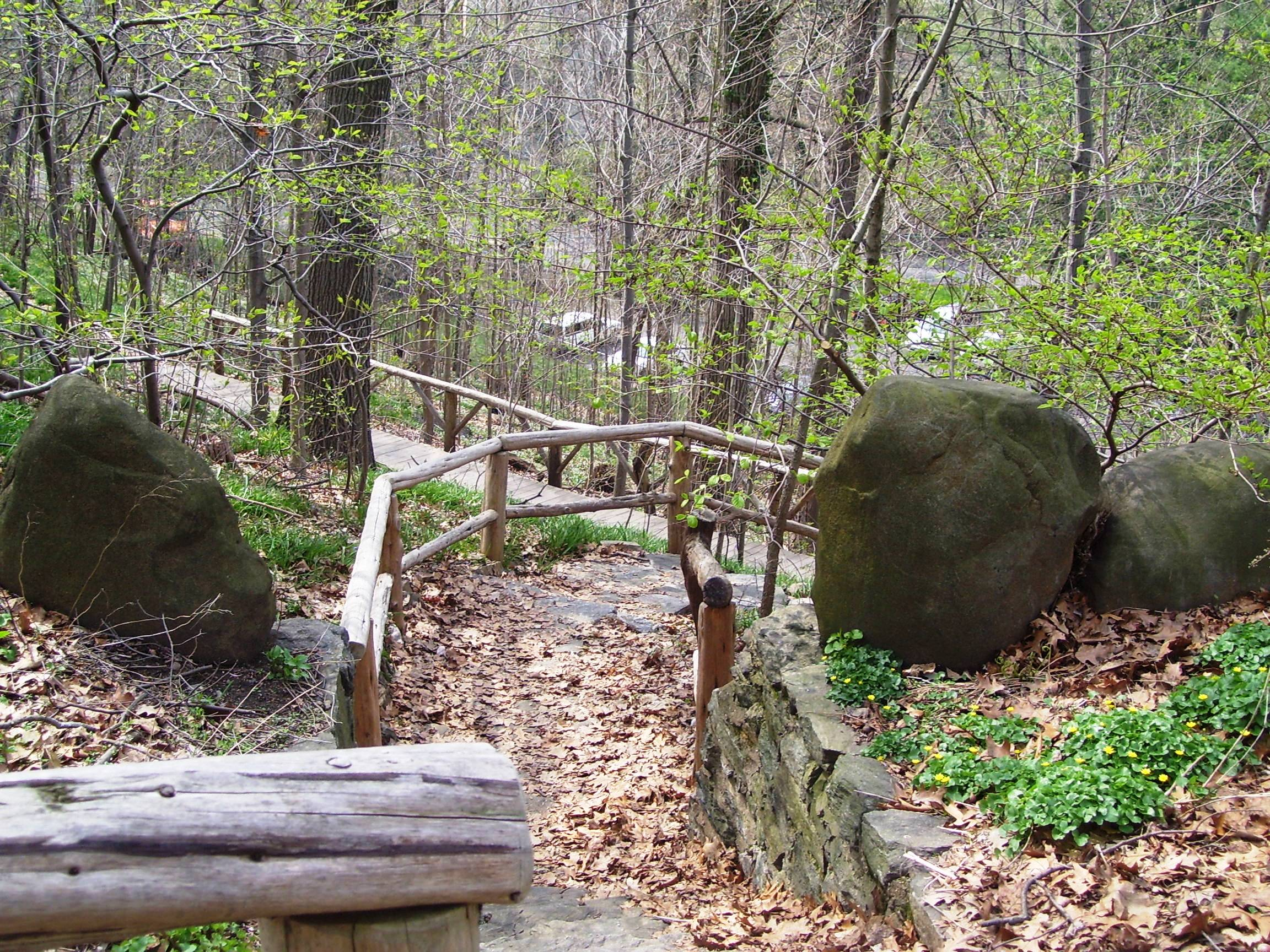
Parte del sendero por el bosque en los terrenos de Wave Hill

## Características
Wave Hill es una atracción para los horticultores del  Noreste de los Estados Unidos, y puede ser considerado como un jardín botánico. La finca incluye dos casas, y se encuentra catalogado en el Registro Nacional de Lugares Históricos. Los jardines están diseñados  de tal modo que haya siempre algo colorido e interesante que mirar, incluso durante los meses de invierno. Además hay plantas en flor a lo largo de todo el año, tanto dentro del invernadero, como en el jardín  exterior. Las vistas del río Hudson son impactantes tanto en verano como en invierno.
Wave Hill ofrece muestras de artes visuales contemporáneas que cambian en la galería de "Glyndor" en la casa principal, así como en el exterior de la propiedad.

## Historia
La casa original de "Wave Hill" fue construida en 1843 por William Lewis Morris en estilo Greek Revival. Su propietario de 1866 a 1903 fue William Henry Appleton, quién amplió la casa entre 1866 y 1869 y de nuevo otra vez en 1890. Durante estos años, la casa fue visitada por Thomas Henry Huxley, quien ayudó a Charles Darwin a poner la idea de la evolución en conocimiento público. La familia de Theodore Roosevelt alquiló Wave Hill durante los veranos de 1870 y 1871, y Mark Twain la alquiló de 1901 a 1903.
La casa entonces fue comprada en 1903 por George Walbridge Perkins, un socio de J.P. Morgan, junto con la propiedad  adyacente. Perkins realizó un extenso ajardinamiento en el sitio, y arrendó Wave Hill a un famoso zoólogo, decano de Bashford. Otros residentes famosos incluyen el director de orquesta Arturo Toscanini (1942-1945) y a miembros importantes de la delegación británica a Naciones Unidas (1950-1956).
En 1960, la familia de Perkins-Freeman donó Wave Hill a la ciudad de Nueva York.
En 2005, estaba entre 406 instituciones artísticas y del servicio social de Nueva York, para recibir la parte de una concesión de 20 millones de dólares del Carnegie Corporation, que fue hecho posible gracias a una donación del alcalde de la ciudad de Nueva York  Michael Bloomberg.   

## Los jardines de Wave Hill
Las secciones especiales del jardín incluyen:
- Jardín de plantas perennes.
- Invernadero "Marco Polo Stufano".
- Pérgola y vistas sobre el río Hudson y New Jersey Palisades.
- Jardín de plantas silvestres.
- Jardín de plantas acuáticas y monocotiledóneas.
- Alpinum.
- Bosque nativo, de 10 acres (40 000 m²), de desarrollo secundario con un sendero de paseo, que delimita el perímetro de la propiedad.
- Colecciones especiales, incluyendo una Bordura Sombreada, el Jardín Elíptico y Ladera de las Coníferas.
- Jardín de plantas alimento de abejas.